# Rutledge (Geòrgia)
Rutledge és una població dels Estats Units a l'estat de Geòrgia. Segons el cens del 2000 tenia 707 habitants.

## Demografia
Segons el cens del 2000, Rutledge tenia 707 habitants, 260 habitatges, i 197 famílies. La densitat de població era de 83,5 habitants/km².
Dels 260 habitatges en un 34,6% hi vivien nens de menys de 18 anys, en un 50,4% hi vivien parelles casades, en un 21,9% dones solteres, i en un 24,2% no eren unitats familiars. En el 22,7% dels habitatges hi vivien persones soles l'11,9% de les quals corresponia a persones de 65 anys o més que vivien soles. El nombre mitjà de persones vivint en cada habitatge era de 2,72 i el nombre mitjà de persones que vivien en cada família era de 3,19.
Per edats la població es repartia de la següent manera: un 27,4% tenia menys de 18 anys, un 9,8% entre 18 i 24, un 25,3% entre 25 i 44, un 23,2% de 45 a 60 i un 14,3% 65 anys o més.
L'edat mediana era de 36 anys. Per cada 100 dones de 18 o més anys hi havia 72,1 homes.
La renda mediana per habitatge era de 35.156 $ i la renda mediana per família de 38.875 $. Els homes tenien una renda mediana de 37.750 $ mentre que les dones 22.813 $. La renda per capita de la població era de 17.732 $. Entorn del 9,9% de les famílies i el 9,6% de la població estaven per davall del llindar de pobresa.

## Poblacions més properes
El següent diagrama mostra les poblacions més properes.